# 酵母菌人工染色體
酵母菌人工染色體（Yeast artificial chromosome；YAC）是一種高容量選殖載體，可嵌入的外來基因大小範圍可為100kb至3000k。此人工染色體系統含有酵母菌的端粒與著絲粒，和複製起點。可將特定的DNA置於端粒與著絲粒之間，使其在酵母菌體內複製。
進行選殖時可將目標序列以限制酶切下，再接合至酵母菌中，最早建立此系統的人是Murray & Szostak，於1983年建立。YAC具有EcoRI和BamHI這兩種限制酶可辨識的位置。
除了YAC之外，YIP(yeast integrating plasmid)、YEps (yeast episomal plasmid)也是常用來和表現真核生物蛋白質的系統，在酵母菌中表現蛋白質時，可進行轉譯後修飾作用，然而YAC系統較細菌人工染色體系統不穩定。在人類基因體計畫前，YAC和BAC系統是最常被用來作為特定基因保存或研究的工具。